# Akademos

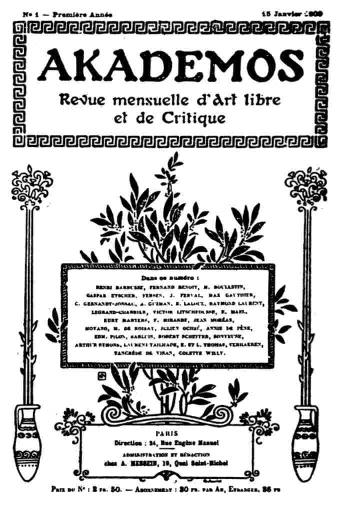
Copertina di uno dei numeri di Akademos.

Akademos (Revue Mensuelle d'Art Libre et de Critique), fondata nel 1909 dal barone Jacques d'Adelswärd-Fersen, è stata la prima rivista francese specializzata rivolta esplicitamente ad un pubblico omosessuale.

## Storia
Primo periodico nel suo genere stampato in lingua francese. I suoi temi, trattati approfonditamente, erano per lo più simili  quelli a quelli della rivista tedesca Der Eigene (uscita dal 1896 a 1931 per opera di uno dei maggiori fautori del concetto di "omosessualità mascolina", Adolf Brand).
Questa non è una coincidenza, dal momento che d'Adelsward-Fersen aveva studiato le pubblicazioni tedesche che cercavano di promuovere l'accettazione sociale dell'omosessualità prima di lanciare "Akademos"; inoltre teneva anche una fitta corrispondenza sia con Magnus Hirschfeld sia con lo stesso Brand.
Akademos è durata solo un anno, vi sono stati pertanto un totale di dodici numeri mensili. Si ritiene che il motivo principale dell'interruzione della pubblicazione sia stato il fatto che era troppo costoso per il barone; tuttavia anche altri fattori, come la pressione generata dall'atteggiamento ostile della società e dei media non possono essere scartati.
In ogni caso i numeri che sono stati mandati in stampa contenevano collaborazioni con importanti artisti quali lo chef Marcel Boulestin, la scrittrice Colette, il belga Georges Eekhoud, Achille Essebac (l'autore di Dédé, storia riguardante l'amore tra due adolescenti maschi in un collegio) Claude Farrère, Jean Ferval, il celebrato Anatole France, il poeta italiano fondatore del futurismo Filippo Tommaso Marinetti, l'esperto di occultismo Joséphin Péladan, il pittore Léonard Sarluis, Elisar von Kupffer e l'anarchico Laurent Tailhade.
Si dovrà attendere sino alla metà degli anni venti del XX secolo per poter nuovamente veder circolare nelle edicole e nelle librerie francesi una nuova rivista improntata a forti tematiche omosessuali, Inversions, pubblicata dal 1924 al 1926.